# Rodney Redes
Rodney Redes (La Colmena, Paraguay; 22 de febrero de 2000) es un futbolista paraguayo. Juega de extremo y su equipo actual es el Club Olimpia, de la Primera División de Paraguay.

## Trayectoria
Debutó profesionalmente en la edición 2018 de la Primera División de Paraguay con el Club Guaraní. Luego de dos temporadas con el club, fichó por el Austin FC, nueva franquicia de la MLS y donde Redes fue el primer fichaje del club. Inmediatamente fue enviado de regreso al club a préstamo por el resto de la temporada 2020.

## Estadísticas

### Clubes
Actualizado hasta su último partido disputado el 3 de agosto de 2025.
| Club                        | Div.          | Temporada     | Liga  | Liga  | Liga   | Copas nacionales | Copas nacionales | Copas nacionales | Torneos internacionales | Torneos internacionales | Torneos internacionales | Total | Total | Total  |
| Club                        | Div.          | Temporada     | Part. | Goles | Asist. | Part.            | Goles            | Asist.           | Part.                   | Goles                   | Asist.                  | Part. | Goles | Asist. |
| --------------------------- | ------------- | ------------- | ----- | ----- | ------ | ---------------- | ---------------- | ---------------- | ----------------------- | ----------------------- | ----------------------- | ----- | ----- | ------ |
| Club Guaraní Paraguay       | 1.ª           | 2018          | 26    | 4     | 0      | 4                | 2                | 0                | —                       | —                       | —                       | 30    | 6     | 0      |
| Club Guaraní Paraguay       | 1.ª           | 2019          | 40    | 3     | 5      | 2                | 1                | 0                | 2                       | 0                       | 0                       | 44    | 4     | 5      |
| Club Guaraní Paraguay       | 1.ª           | 2020          | 32    | 4     | 1      | —                | —                | —                | 13                      | 3                       | 3                       | 45    | 7     | 4      |
| Club Guaraní Paraguay       | Total club    | Total club    | 98    | 11    | 6      | 6                | 3                | 0                | 15                      | 3                       | 3                       | 119   | 17    | 9      |
| Austin F. C. Estados Unidos | 1.ª           | 2021          | 25    | 0     | 1      | —                | —                | —                | —                       | —                       | —                       | 25    | 0     | 1      |
| Austin F. C. Estados Unidos | 1.ª           | 2022          | 12    | 0     | 0      | 1                | 0                | 0                | —                       | —                       | —                       | 13    | 0     | 0      |
| Austin F. C. Estados Unidos | 1.ª           | 2023          | 11    | 1     | 1      | 2                | 1                | 0                | 3                       | 0                       | 0                       | 16    | 2     | 1      |
| Austin F. C. Estados Unidos | Total club    | Total club    | 48    | 1     | 2      | 3                | 1                | 0                | 3                       | 0                       | 0                       | 54    | 2     | 2      |
| Club Olimpia Paraguay       | 1.ª           | 2024          | 38    | 8     | 4      | 2                | 0                | 0                | —                       | —                       | —                       | 40    | 8     | 4      |
| Club Olimpia Paraguay       | 1.ª           | 2025          | 27    | 7     | 6      | 1                | 0                | 0                | 6                       | 1                       | 0                       | 34    | 8     | 6      |
| Club Olimpia Paraguay       | Total club    | Total club    | 65    | 15    | 10     | 3                | 0                | 0                | 6                       | 1                       | 0                       | 74    | 16    | 10     |
| Total carrera               | Total carrera | Total carrera | 211   | 27    | 18     | 12               | 4                | 0                | 24                      | 4                       | 3                       | 247   | 35    | 21     |
| 1. 2. 3.                    |               |               |       |       |        |                  |                  |                  |                         |                         |                         |       |       |        |

## Palmarés

### Títulos nacionales
| Título           | Club         | País     | Año    |
| ---------------- | ------------ | -------- | ------ |
| Copa Paraguay    | Club Guaraní | Paraguay | 2018   |
| Primera División | Club Olimpia | Paraguay | C-2024 |